# Pseudophyllus simplex
Pseudophyllus simplex är en insektsart som beskrevs av Max Beier 1954. Pseudophyllus simplex ingår i släktet Pseudophyllus och familjen vårtbitare. Inga underarter finns listade i Catalogue of Life.